# Black Jack (film 1968)
Black Jack è un film del 1968, diretto da Gianfranco Baldanello. Il film venne distribuito anche con il titolo Black Jack - Un uomo per 5 vendette.

## Trama
Jack Murphy e i suoi uomini, messa a segno una rapina in banca di Tucson City, si ritrovano per spartire il bottino. Ma Jack, invece di dividere in parti uguali il bottino, si rifugia in un paese abbandonato in compagnia di sua sorella Estelle e di suo marito Peter.